# 恐龙猎人2：邪恶之种
《恐龙猎人2：邪恶之种》是第一人称射击游戏系列恐龙猎人的第二部作品。玩家将扮演 Joshua Fireseed，运用各式武器杀出血路、阻止并最终消灭名为 Primagen 的宇宙生物。
本作由Iguana Entertainment制作、Acclaim发行，1998年底于任天堂64发行、1999年移植至Windows。2017年由Nightdive Studios重制并登陆Steam。

## 游戏玩法
在单人游戏中，玩家可以使用超过 20 余种武器，从肉搏用的铁爪到弓箭、半自动手枪乃至等离子体步枪、导弹发射器等尖端武器，再加上可以骑乘的武装巨兽；在面对 Turok 的强大火力时一些敌人甚至会四处逃窜。由于无论是攻击方式还是杀伤效果都与众不同，游戏中一种名为 Cerebral Bore 的武器甚至入选了最令玩家印象深刻的武器排行榜，而一个苏格兰死亡重金属乐队更是直接以其为名。
游戏与当时的主流射击游戏一样，允许玩家携带并随时取用所有已经找到的武器，而非如近年来的射击游戏一样只允许携带少数几件。
2017 年的重制版对游戏的关卡进行了一定优化，包括将存盘点改为检查 / 传送点、更改武器选择方式、简化攻关路线等改动。
多人游戏包括死斗、团队死斗等常见模式，也有一个模式是某个变成猴子（不能使用武器，但速度及跳跃力得到增强）的玩家尝试得到护身符变回人类、其余玩家阻止猴子。每个玩家都增加了无限弹药的手弩作为基本远程武器，一些单人游戏中武器的改版也可见到。有些地图上还有弹射器供玩家跳跃到非常高的地方。

## 故事情节
“Turok”是一族战士之中代代相传的头衔，被授予每一代族人中最年长的男性，他们通过时间旅行的方式守卫地球与称为失落之地（the Lost Land）的世界之间的屏障不被打破。
在前作中，这一代的 Turok（即是 Joshua Fireseed）将时间权杖（Chronoscepter）投入了火山、试图摧毁它以免于被恶人再度染指，孰知这引发了一场地震、唤醒了被困在失落之地地下深处的 Primagen。
宇宙生物 Primagen 曾试图观测宇宙大爆炸，然而其乘坐的飞船却因此被毁、将其困在残骸中，失落之地也于焉诞生。Primagen 被唤醒后，它用自己的精神感应力召集了失落之地上的许多生物、指使它们去摧毁五座封印住 Primagen 的能量图腾柱（Energy Totem）。一旦图腾柱被全部摧毁，Primagen 就可以逃出飞船残骸，而冲击波将横扫并摧毁整个宇宙。失落之地的长老们因此将 Turok 召唤来、并指派一名叫 Adon 的女性协助他击败 Primagen 的势力、消灭整个宇宙的威胁。